# Fat Jon
Jon Marshall (8 de septiembre de 1975), más conocido por su nombre artístico Fat Jon the Ample Soul Physician o simplemente Fat Jon, es un rapero y productor de hip hop estadounidense de Cincinnati, Ohio . Es miembro del grupo de hip-hop Five Deez . Además, forma parte de 3582 con J. Rawls, de Rebel Clique con el vocalista Amleset Solomon y de Beautiful Killing Machine con Sonic Brown de Five Deez. Fat Jon también se acredita como parte del equipo de producción que compuso la música para la serie de anime Samurai Champloo.

## Discografía

### Álbumes en solitario
- Humanoid Erotica (2001) como Maurice Galactica
- Wave Motion (2002)
- Lightweight Heavy (2004)
- Afterthought (2006)
- Hundred Eight Stars (2007)
- Repaint Tomorrow (2008)
- Rapture Kontrolle (2012) como Maurice Galactica
- God's Fifth Wish (2020)
- Plaything: Cipher (2022) como Maurice Galactica

### Álbumes en grupo
- Koolmotor (2001) (con Five Deez)
- The Living Soul (2001)  (con J. Rawls, como 3582)
- Kinkynasti (2003) (con Five Deez)
- Situational Ethics (2003) (con J. Rawls, como 3582)
- Slow Children Playing (2005) (con Five Deez)
- Unique Connection (2005) (con Amleset Solomon, como Rebel Clique)
- Kommunicator (2006) (con Five Deez)
- Still Curious (2007) (con Amleset Solomon, como Rebel Clique)
- Beautiful Killing Machine (2010) (con Sonic Brown de Five Deez, como Beautiful Killing Machine)

### Álbumes de colaboración
- The Same Channel (2006) (con Styrofoam)

### Álbumes de banda sonora
- Samurai Champloo Music Record: Departure (2004) (con Nujabes)
- Samurai Champloo Music Record: Impression (2004) (con FORCE OF NATURE y Nujabes)
- Tephlon Funk: The Free Tape (2016)
- Tephlon Funk: The Dope Tape (2020)

### EP
- Stasis (2000)
- Dyslexic (2000)

### Sencillos
- Everywhere (2004)
- Torn Again (2004)

### Producciones
- "Neapolitan" por Doseone en Hemispheres (1998)
- "Outreach 5" por Mr. Dibbs en The 30th Song (2003)